# St. Clemens (Herbertshofen)

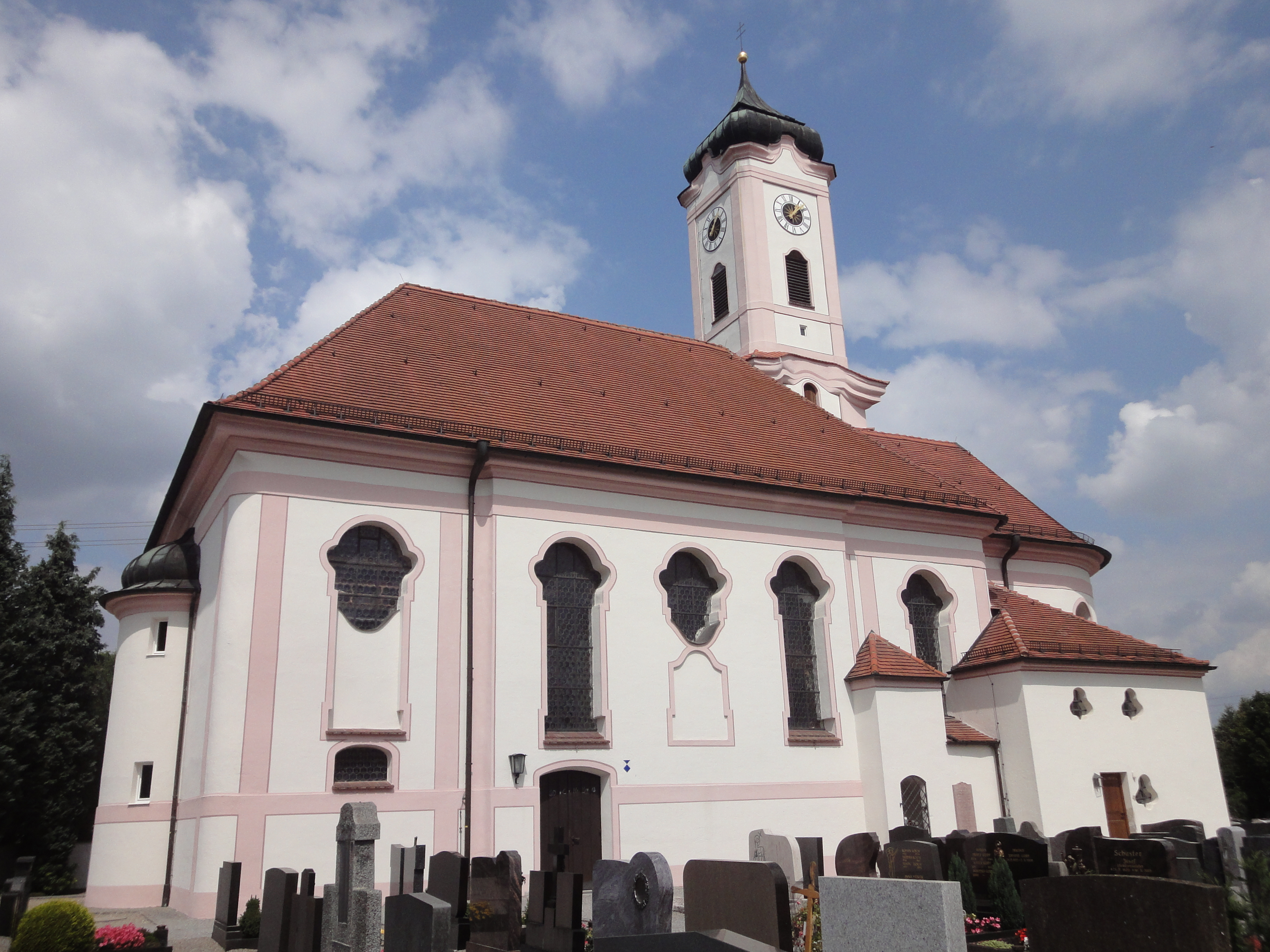
St. Clemens in Herbertshofen von Süden

Die römisch-katholische Pfarrkirche St. Clemens in Herbertshofen, einem Ortsteil der Marktgemeinde Meitingen im schwäbischen Landkreis Augsburg in Bayern, wurde 1754/55 errichtet und ist ein geschütztes Baudenkmal.

## Geschichte

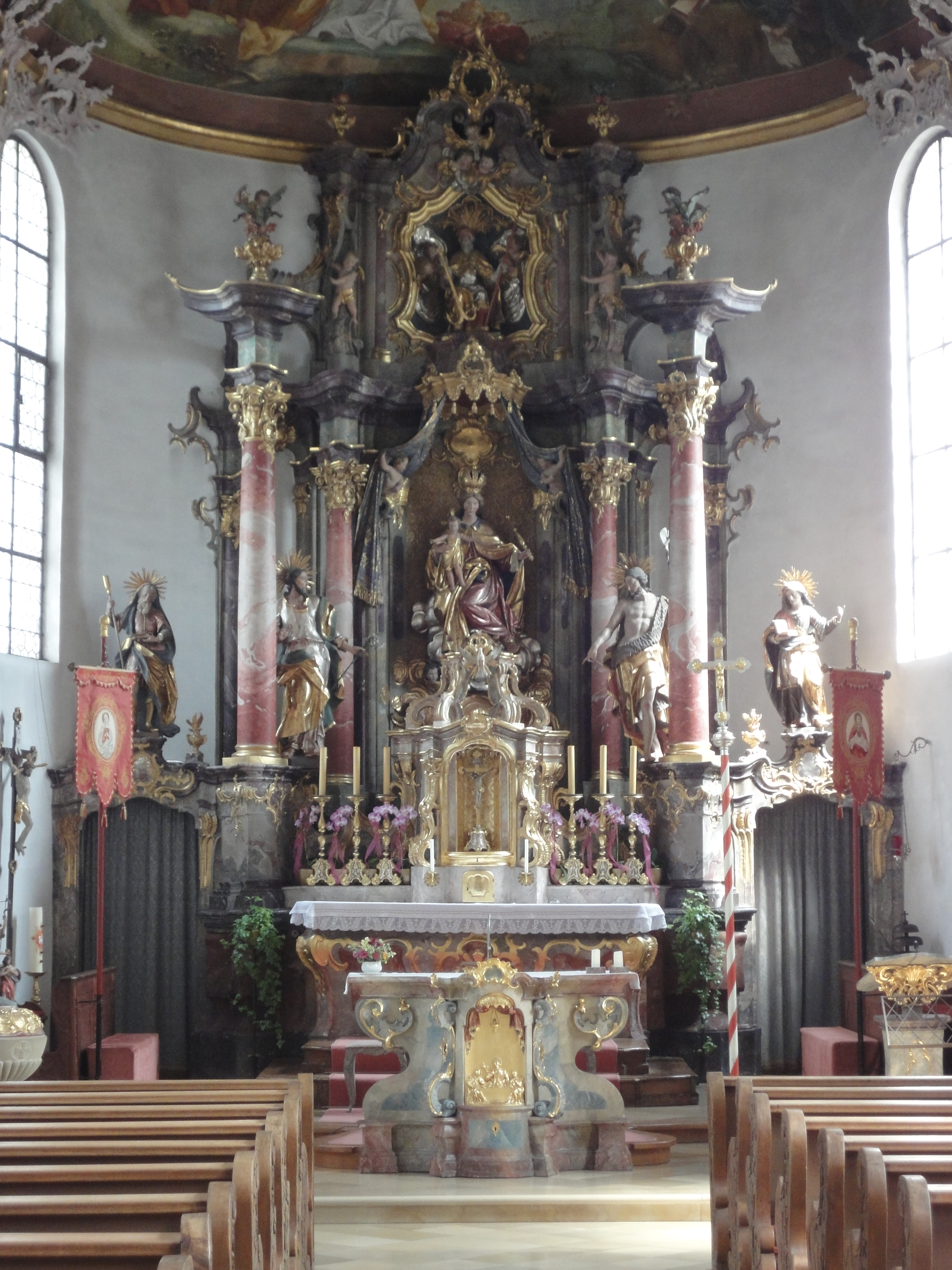
Hochaltar

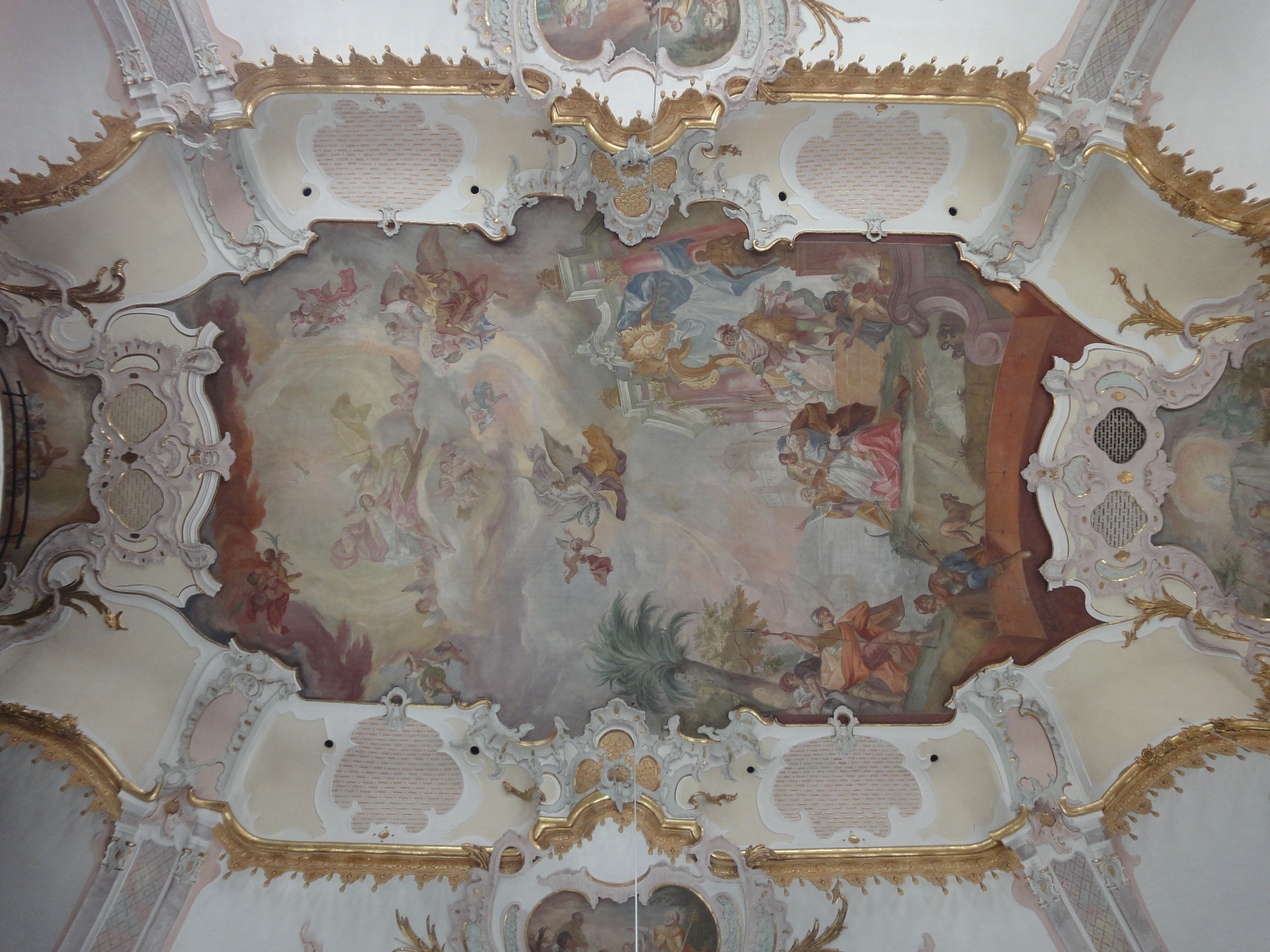
Deckenfresko

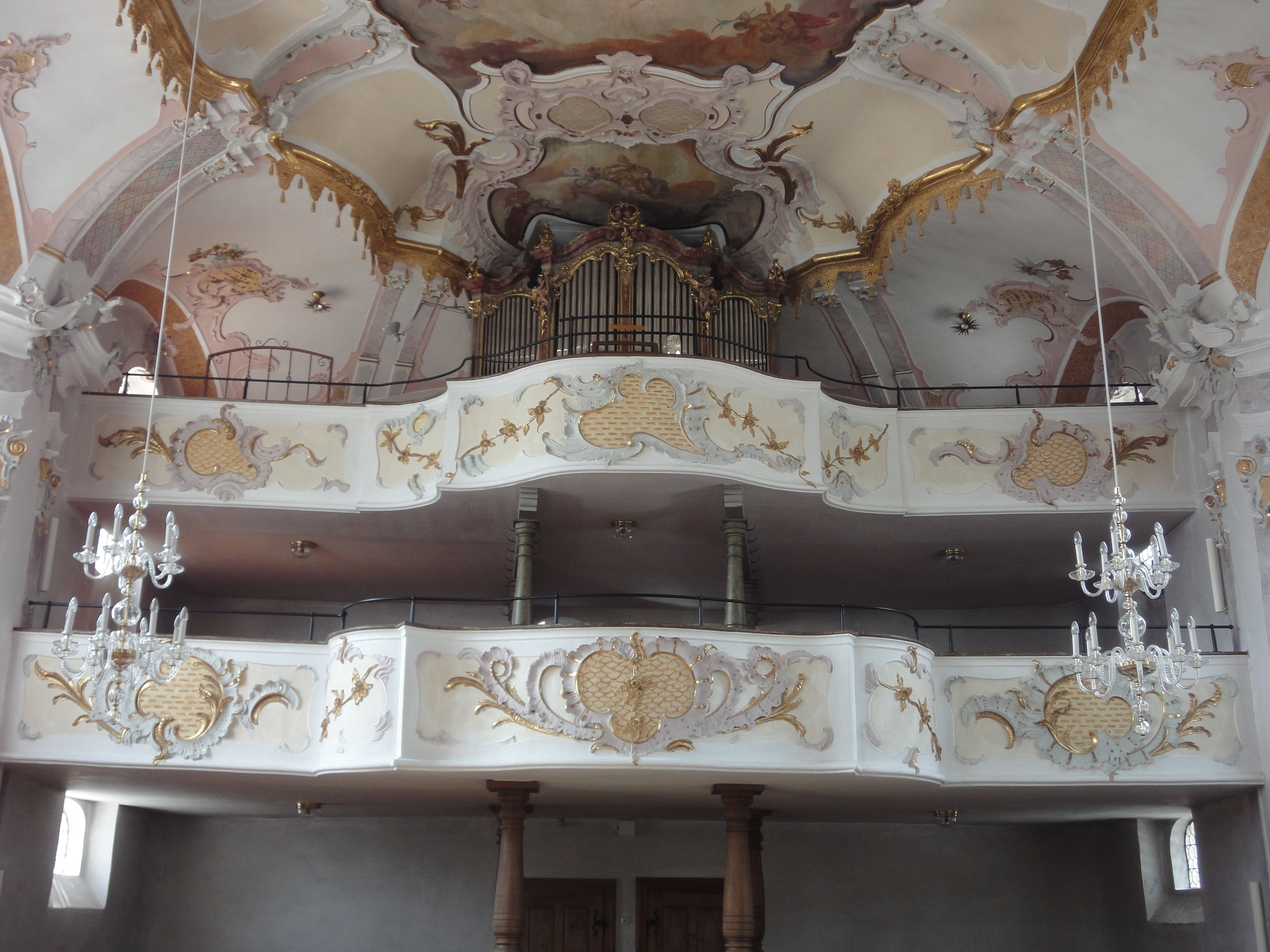
Empore

### Vorgängerbau
Die Ursprünge der heutigen Pfarrei liegen in der Einöde Ehekirch. Zur sogenannten Urpfarrei gehörten die Dörfer Erlingen, Herbertshofen und Meitingen. Wohl bereits im Mittelalter stand an der heutigen Stelle ein dem heiligen Clemens geweihtes Gotteshaus.  Seit 1412 bzw. 1477 gehörte der Kirchensatz mit dem Präsentationsrecht dem Augsburger Domkapitel. Wie ihre Mutterkirche verfügte St. Clemens über drei Altäre, einen Turm mit zwei Glocken und einen Friedhof. Seelsorgerisch wurde die Filiale von Ehekirch und zeitweise auch von Biberbach aus betreut. Im Jahr 1700 sind eine grundlegende Erneuerung und Erweiterung der Kirche belegt. 1710/11 wurde das Dach der Friedhofskapelle erneuert. 1736 stiftete Barbara Rotschopf aus Herbertshofen für die Renovierung eines Altars.

### Neubau
Aufgrund der Baufälligkeit der alten Pfarrkirche St. Martin in Ehekirch und des beschwerlichen Weges der Pfarrkinder entschloss man sich 1752/53 für die Verlegung der Pfarrei nach Herbertshofen. Für den Neubau der Pfarrkirche in Herbertshofen musste der Vorgängerbau weichen. Leitender Architekt war der Baumeister Hans Adam Dossenberger aus Wollishausen, ein Schüler von Dominikus Zimmermann. Die Wand- und Deckengemälde schuf Johann Baptist Enderle aus Donauwörth nach Entwürfen von Franz Martin Kuen. Die Einweihung der Kirche durch den Weihbischof Franz Xaver Reichsfreiherr von Adelmann zu Adelmannsfelden fand am 7. August 1758 statt. Unter der Amtszeit des Pfarrers Josephus Baumüller wurde die Kirche umfassend renoviert. 
1851 ließ man die Fresken der Kreuzwegstationen und der Apostelbilder instand setzen. 1854 wurden neue Seitenaltäre von Georg Schwarz aus Augsburg angeschafft und 1855 sowie 1886 die Sakristei vergrößert. Die neuen Altarbilder malte der Münchner Kunstakademiemaler Johann Baptist Müller. 1908/09 wurden unter der Amtszeit des Pfarrers Franz Josef Dillmann die Ausstattung des 19. Jahrhunderts teilweise wieder rückgängig gemacht, neue Kirchenbänke angeschafft und die Emporenbrüstungen durch Carl Port aus Augsburg neugestaltet. Zudem erhielt die Kirche ein neues Orgelgehäuse vom Bildhauer Martin Bigelmair aus Oberhausen. 1909 wurde auch der Glockenstuhl erneuert und verstärkt. Weitere Renovierungen fanden u. a. 1958/59 und 1982/84 statt.

## Ausstattung
Die Stuckarbeiten werden Hans Adam oder Joseph Dossenberger zugeschrieben. Die Wand- und Deckengemälde von Johann Baptist Enderle zeigen im Chor die Verehrung des Altarsakraments, im Langhaus das Martyrium des hl. Clemens und seitlich Szenen aus dem Leben und der Glorie des hl. Clemens. An den Wänden sind die Kreuzwegstationen und Apostel zu sehen. Über den Beichtstühlen hängen die Bildnisse von David und dem hl. Petrus. Aus der Erbauerzeit stammt auch die prächtige, ebenfalls von Dossenberger geschaffene Kanzel. Der Hochaltar wurde nach Plänen Enderles 1761/62 gefertigt und 1783 neu gefasst. Die neubarocken Figuren sind um 1930 entstanden.

## Glocken
St. Clemens verfügt über ein vierstimmiges Geläut, das 1953 von der Firma Kuhn-Wolfart in Lauingen gegossen wurde:
- 1. Schlagton: f', Durchmesser: 114 cm, Gewicht: 847 kg.
- 2. Schlagton: as', Durchmesser: 96 cm, Gewicht: 507 kg.
- 3. Schlagton: b', Durchmesser: 85 cm, Gewicht: 339 kg.
- 4. Schlagton: c'', Durchmesser: 72 cm, Gewicht: 191 kg.